# De Rekenkamer (televisieprogramma)
De Rekenkamer is een televisieprogramma van de KRO dat voor het eerst werd uitgezonden op 11 februari 2011. In het programma gaan vier presentatoren op zoek naar het antwoord op de vraag wat een product precies kost. Het gaat om een vraag die door een kijker bedacht is. De presentatoren proberen duidelijkheid te krijgen over het onderwerp. Dit gebeurt vooral door met specialisten te praten.

## Presentatoren
- Sander de Kramer
- Stefan Stasse
- Sofie van den Enk
- Ajouad El Miloudi (tot maart 2012)
- Marc de Hond (vanaf september 2012)
- Ionica Smeets (voorjaar 2012)
- Tom Roes (vanaf voorjaar 2014)
- Marijn Frank (vanaf voorjaar 2014)
- Ersin Kiris (vanaf voorjaar 2014)
- Daan Nieber (vanaf najaar 2016)
- Tess Milne (vanaf najaar 2016)

## Onderwerpen

### Seizoen 1
- Wat kost doodgaan? (11 februari 2011)
- Wat kost een kat? (18 februari 2011)
- Wat kost energie? (25 februari 2011)
- Wat kost roken? (4 maart 2011)
- Wat kost vliegen? (11 maart 2011)
- Wat kost printerinkt? (18 maart 2011)
- Wat kost water? (25 maart 2011)
- Wat kost een kind krijgen? (1 april 2011)

### Seizoen 2
- Wat kost De Nachtwacht? (9 september 2011)
- Wat kost een bril? (16 september 2011)
- Wat kost de koningin? (23 september 2011)
- Wat kost een werkloze? (7 oktober 2011)
- Wat kost een snelheidsboete? (14 oktober 2011)
- Wat kost oma? (21 oktober 2011)
- Wat kost zomertijd? (28 oktober 2011)
- Wat kost oud papier? (4 november 2011)

### Seizoen 3
- Wat is mijn goud waard? (12 januari 2012)
- Wat kost mijn gebit? (19 januari 2012)
- Wat kost een rotonde? (26 januari 2012)
- Wat kost een biertje? (9 februari 2012)
- Wat kost carnaval? (16 februari 2012)
- Wat is mijn bloed waard? (23 februari 2012)
- Wat kost een belminuut? (1 maart 2012)
- Wat kost een Mauro? (8 maart 2012)

### Seizoen 4
- Wat kosten de verkiezingen? (6 september 2012)
- Wat kost ongedierte? (13 september 2012)
- Wat kost een gratis app? (20 september 2012)
- Wat kost een kopje koffie? (27 september 2012)
- Wat kost geld lenen? (4 oktober 2012)
- Wat kost een brood? (11 oktober 2012)
- Wat kost kinderopvang? (18 oktober 2012)
- Wat kost een matras? (25 oktober 2012)

### Seizoen 5
- Wat kost een nieuwe koning? (25 april 2013)
- Wat kost zonnebrand? (13 juni 2013)
- Wat kost een fietsslot? (4 juli 2013)
- Wat kost benzine? (18 juli 2013)
- Wat kost een spaarlamp? (25 juli 2013
- De Rekenkamer gaat all inclusive op vakantie (1 augustus 2013)
- Wat kost een scheermesje? (8 augustus 2013)
- Wat kost een wasmachine? (15 augustus 2013)
- Wat kost reizen met de OV-chipkaart? (22 augustus 2013)
- Wat kost een gratis app? (29 augustus 2013)

### Seizoen 6
- Wat kost een hooligan? (14 november 2013)
- Wat kost naar de wc gaan? (21 november 2013)
- Wat kost een spijkerbroek? (28 november 2013)
- Wat kost een kerstboom? (5 december 2013)
- Wat kost mijn dikke buurman? (12 december 2013)
- Wat kost vuurwerk? (19 december 2013)

### Seizoen 7
- Wat kost een plastic tasje? (20 maart 2014)
- Wat kost parfum? (27 maart 2014)
- Wat kost een hond? (3 april 2014)
- Wat kost een batterij? (17 april 2014)
- Wat kost een lantaarnpaal? (24 april 2014)
- Wat kost een gevangene? (1 mei 2014)
- Wat kost een fiets? (8 mei 2014)
- Wat zijn de maatschappelijke kosten van wiet? (15 mei 2014)
- Wat kost Paracetamol? (22 mei 2014)

### Seizoen 8
- Wat kost een keuken? (6 november 2014)
- Wat kost een ei? (13 november 2014)
- Wat kost een bank? (20 november 2014)
- Wat kost een boek? (27 november 2014)
- Wat kost een bh? (4 december 2014)
- Wat kost een oliebol? (11 december 2014)
- Wat kost joggen? (8 januari 2015)
- Wat kost een autoband? (15 januari 2015)
- Wat kost een keuken? (25 juni 2015)
- Wat kost paracetamol? (10 september 2015)
- Wat kost een batterij? (17 september 2015)
- Wat kost een spijkerbroek? (24 september 2015)
- Wat kost mijn dikke buurman? (2 oktober 2015)

### Seizoen 9
- Wat kost een crème en wat kost een nieuw telefoonscherm? (17 november 2016)
- Wat kost een DJ en wat kost een mes? (24 november 2016)
- Wat kosten gratis games en wat kost wijn? (1 december 2016)
- Wat kosten borsten en wat kost een vlog? (8 december 2016)
- Wat kost een voetbalshirt en wat kost een kappersbeurt? (15 december 2016)
- Wat kost een condoom en wat kost file? (22 december 2016)

### Seizoen 10
- Wat kost een lucifer en wat kost een diamant? (30 maart 2017)
- Wat kost tandpasta en wat kost een tattoo? (13 april 2017)
- Wat kost energy drink en wat kost een SOA? (13 april 2017)
- Wat kost een zonnebril en wat kost All you can eat? (20 april 2017)
- Wat kost een hotelovernachting en wat kost een koekenpan? (27 april 2017)